# Zoomania+
Zoomania+ ist eine von Walt Disney Animation Studios produzierte animierte Miniserie, die auf dem Film Zoomania von 2016 basiert. Die Anthologie-Serie umfasst sechs Geschichten, die während der Ereignisse des Originalfilms spielen.

## Folgen
| Nr. | Deutscher Titel                          | Originaltitel                       | Erstausstrahlung | Deutschsprachige Erstausstrahlung (D) | Regie                        | Drehbuch                                      |
| --- | ---------------------------------------- | ----------------------------------- | ---------------- | ------------------------------------- | ---------------------------- | --------------------------------------------- |
| 1 | Baby an Bord                             | Hopp On Board                       | 9. Nov. 2022     | 9. Nov. 2022                          | Trent Correy, Josie Trinidad | Josie Trinidad, Trent Correy, Michael Herrera |
| Kurz nachdem sie sich von Judy auf dem Weg nach Zoomania verabschiedet haben, bemerken Bonni und Stu, dass ihre jüngste Tochter Molly im Zug sitzt, der Judy nach Zoomania bringt. Sie nehmen in ihrem Lastwagen die Verfolgung auf, ohne Judy über die Situation zu informieren, und vermeiden es, auf ihrem Weg andere Menschen zu überfahren. Stu schafft es schließlich, auf den Zug zu klettern, fällt aber herunter und wird von Bonnie gerettet, nachdem er sich in der Umgebung von Zoomania verirrt hat. Als der Zug am Bahnhof ankommt, fällt Molly beinahe auf die Gleise, doch Bonnie und Stu können sie im letzten Moment retten. Dann springt Molly auf einen Zug, der zurück nach Nageria fährt, und zwingt Bonnie und Stu, sie erneut zu verfolgen. |                                          |                                     |                  |                                       |                              |                                               |
| 2 | Neues von den Nagern aus Little Rodentia | The Real Rodents Of Little Rodentia | 9. Nov. 2022     | 9. Nov. 2022                          | Trent Correy, Josie Trinidad | Josie Trinidad, Trent Correy, Michael Herrera |
| In einer Reality-TV-Show werden Fru Fru und ihre Freunde interviewt. Sie muss sich damit auseinandersetzen, dass ihre Cousine Tru Tru ihre Trauzeugin ist und ihre Hochzeit plant. Das führt zu einem Streit. Anschließend geht Fru Fru einkaufen und wird fast von einem großen Donut erdrückt, doch Judy rettet sie. Nach einer Erleuchtung verlässt Fru Fru die Show und legt ihre Differenzen mit Tru Tru bei. Diese schenkt ihr daraufhin das Kleid, das ihre Mutter bei ihrer Hochzeit getragen hat. In der Vorschau auf die nächste Folge ist zu sehen, dass die Mädchen Nachtheuler inhaliert haben, die in den Brautstrauß gesteckt wurden. Das hat sie in eine wilde Wut versetzt. |                                          |                                     |                  |                                       |                              |                                               |
| 3 | Pitzbühl das Musical                     | Duke The Musical                    | 9. Nov. 2022     | 9. Nov. 2022                          | Trent Correy, Josie Trinidad | Josie Trinidad, Trent Correy, Michael Herrera |
| Nachdem Duke Weaselton von Judy erwischt und öffentlich gedemütigt wurde, überdenkt er seine Lebensentscheidungen in einem Lied. Darin wird er durch alle möglichen Machenschaften reich, bis er zu dem Schluss kommt, dass seine bewegte Vergangenheit ein Problem darstellt. Er beschließt, sein Leben umzukrempeln und gibt einer alten Ziegendame ihre Brieftasche zurück. Doch dann wird sie von einem Sicherheitstruck mit einer Menge Geld überfahren, was Duke wieder in seine alten Bahnen lenkt. |                                          |                                     |                  |                                       |                              |                                               |
| 4 | Der Pate der Braut                       | The Godfather Of The Bride          | 9. Nov. 2022     | 9. Nov. 2022                          | Trent Correy, Josie Trinidad | Josie Trinidad, Trent Correy, Michael Herrera |
| Auf der Hochzeit von Fru Fru hält Mr. Big eine Rede und erinnert sich an seine bescheidenen Anfänge: Als er zusammen mit seiner Großmutter in einer unbekannten Zeit des 20. Jahrhunderts in Zoomania ankommt, muss er sich den Herausforderungen stellen, ein kleines Säugetier zu sein. Gleichzeitig hilft er seiner Großmutter, Cannoli an die Nachbarschaft zu verkaufen. Nachdem sie sich mit einem Eisbären angefreundet haben, werden sie von einigen Gangstern konfrontiert, die versuchen, die kleinen Säugetiere aus der Stadt zu vertreiben. Mit seinem Verstand und der Hilfe seiner Freunde gelingt es Mr. Big, die Gangster zu besiegen, sich den Respekt der Gemeinde zu verschaffen und zum Don von Little Rodentia zu werden. |                                          |                                     |                  |                                       |                              |                                               |
| 5 | Du glaubst also, du kannst tanzen        | So You Think You Can Prance         | 9. Nov. 2022     | 9. Nov. 2022                          | Trent Correy, Josie Trinidad | Josie Trinidad, Trent Correy, Michael Herrera |
| Clawhauser erfährt, dass bei „Du glaubst also, du kannst tanzen“, dem größten Talentwettbewerb Zoomanias, ein paar Backgroundtänzer für Gazelle gesucht werden. Er beschließt, daran teilzunehmen, und ruft im Studio einen roten Code an, um einen Partner zu bekommen. Als Chef Bogo eintrifft, gaukelt Clawhauser ihm vor, dass sie als Geheimagenten arbeiten und deshalb am Wettbewerb teilnehmen wollen. Als sie an der Reihe sind, erzählt Clawhauser Bogo die Wahrheit. Dieser beschließt, den Wettbewerb zu verlassen, sodass Clawhauser kurz vor dem Ausscheiden steht. Bogo kehrt jedoch zurück und hilft Clawhauser, den Wettbewerb zu gewinnen. Er wird Gazelles Ersatztänzer, bis sich alles als Clawhausers Traum herausstellt. Nachdem Clawhauser erfahren hat, dass Judy die vermissten Säugetiere gefunden hat, geht er schnell zu Bogo, der auf seinem Handy Gazelles Tanzspiel spielt. |                                          |                                     |                  |                                       |                              |                                               |
| 6 | Ein schnelles Abendessen                 | Dinner Rush                         | 9. Nov. 2022     | 9. Nov. 2022                          | Trent Correy, Josie Trinidad | Josie Trinidad, Trent Correy, Michael Herrera |
| Otter-Kellnerin Sam erwartet, rechtzeitig zum Konzert von Gazelle fertig zu werden. Doch ihre letzten Kunden sind Flash und Priscilla, die Faultiere von der Zulassungsstelle. Mit ihrer langsamen Art, sich zu bewegen und zu sprechen, hat Sam Mühe, zurechtzukommen. Das stürzt den Rest des Restaurants ins Chaos. Die anderen Gäste konfrontieren Sam mit ihrem miserablen Service. Zu ihrer Überraschung macht Flash Priscilla einen Heiratsantrag, den diese freudig annimmt. Da sie es verständlicherweise eilig haben, zum Konzert zu kommen, bieten sie Sam an, sie zu fahren. Sie werden jedoch von Judy und Nick wegen überhöhter Geschwindigkeit angehalten. |                                          |                                     |                  |                                       |                              |                                               |

## Besetzung und Synchronisation
Die deutschsprachige Synchronisation entsteht bei FFS Film- & Fernseh-Synchron GmbH in Berlin nach den Dialogbüchern und unter der Dialogregie von Manuel Straube. Die Musikalische Leitung übernahm Friedel Morgenstern.
| Rolle          | Original Sprecher    | Deutscher Sprecher        | Episode |
| -------------- | -------------------- | ------------------------- | ------- |
| Judy Hopps     | Ginnifer Goodwin     | Josefine Preuß            | 1       |
| Bonnie Hopps   | Bonnie Hunt          | Antje von der Ahe         | 1       |
| Priscilla      | Kristen Bell         | Antje Thiele              | 6       |
| Stu Hopps      | Don Lake             | Uwe Büschken              | 1       |
| Brianca        | Katie Lowes          | Julia Meynen              | 1–4     |
| Bucky          | Byron Howard         | Sven Fechner              | 6       |
| Charisma       | Crystal Kung Minkoff | Friederike Walke          | 2       |
| Chief Bogo     | Idris Elba           | Oliver Stritzel           | 5       |
| Christine      | Porsha Williams      | Maria Koschny             | 2       |
| Clawhauser     | Nate Torrence        | Daniel Zillmann           | 5       |
| Duke Weaselton | Alan Tudyk           | Michael Iwannek           | 3       |
| Flash          | Raymond S. Persi     | Stefan Kaminski           | 6       |
| Fru Fru        | Leah Latham          | Daniela Reidies           | 2       |
| Gazelle        | Shakira              | Tristan Abdel-Karim Lopez | 5       |
| Gerald Cook    | John Lavelle         | Leonhard Mahlich          | 6       |
| Mr. Big        | Maurice LaMarche     | Christian Brückner        | 4       |
| Mr. Big jung   | Maurice LaMarche     | Hannes Maurer             | 3       |
| Nick Wilde     | Jason Bateman        | Florian Halm              | 6       |
| Pronk          | Jared Bush           | Hans Hohlbein             | 6       |
| Sam            | Charlotte Nicdao     | Luisa Wietzorek           | 6       |
| Tru Tru        | Michelle Buteau      | Nana Spier                | 2       |
| Yax            | Tommy Chong          | Tobias Schmitz            | 1       |

## Produktion

### Entwicklung
Am 10. Dezember 2020 gab Jennifer Lee bekannt, dass eine Spin-off-Serie mit dem Titel Zoomania+ für Disney+ entwickelt wird. Die Serie basiert auf dem Film Zootopia aus dem Jahr 2016. Trent Correy und Josie Trinidad, die als Animator bzw. Head of Story für den Film gearbeitet haben, sollten bei der Serie Regie führen. Correy hatte die Idee für die Serie während einer Pitch-Präsentation im Jahr 2020 vorgeschlagen, als einen von drei Pitches für potenzielle Disney+-Serien. Er entwickelte einen Pitch für eine Zootopia-Serie, da er die Welt und die Charaktere des Films weiter erkunden wollte. Ursprünglich sollte Trinidad nur bei zwei Episoden der Serie Regie führen. Ihre Begeisterung für das Projekt führte jedoch dazu, dass sie neben Correy zur Co-Regisseurin der gesamten Serie aufstieg. Aufgrund der COVID-19-Pandemie wurde die Serie aus der Ferne produziert, was den Produktionsprozess laut Produzent Nathan Curtis erschwerte. Correys Vorschlag umfasste zehn Geschichten, von denen jedoch vier verworfen werden mussten, da die Serie nur aus sechs Episoden bestehen sollte. Neben Byron Howard und Jared Bush ist Lee ausführende Produzentin der Serie.

### Drehbuch
Während des Storyboard-Prozesses wurde die Serie geschrieben, wobei die Story Artists Zeilen schrieben oder die Struktur für die Geschichte jeder Episode entwickelten. Jede Episode erforscht Nebenfiguren aus Zoomania während der Ereignisse des Films. Dabei wechselt das Genre pro Episode, eine Idee von Corey, der durch seine Arbeit an dem Disney+-Kurzfilm Es war einmal ein Schneemann, der sich auf Olafs Geschichte während der Ereignisse von Die Eiskönigin – Völlig unverfroren konzentrierte, inspiriert wurde. Die Episoden wurden in chronologischer Reihenfolge geschrieben, wobei die Ausstrahlung der einzelnen Episoden mit der Reihenfolge der Szenen des Filmes, in denen sie spielen, übereinstimmt. Eine der Episoden erforscht das Leben des Mafiabosses Mr. Big von seiner Kindheit bis zur Hochzeit seiner Tochter und ist eine Hommage an Der Pate – Teil II. Dabei werden auch Einwanderungsfragen untersucht.
Laut Trinidad waren einige der Kurzfilme bereits von Correy geplant, während andere erst während der Produktion entstanden. Andere Ideen wurden während der Produktion geändert, wie zum Beispiel die Episode über Duke Weaselton, die ursprünglich als Raubfilm in der Art von Ocean’s Eleven geschrieben wurde. Die Idee für die letzte Episode, in der es um Flash und Priscilla in einem Restaurant geht, wurde von Correy, Trinidad und Story Supervisor Michael Herrera entwickelt. Es wurden mehrere Ideen zur Darstellung der Geschichte in Betracht gezogen, darunter eine Naturdokumentation und eine Horrorgeschichte, bevor man sich für eine Idee entschied, die sich auf einen neuen Charakter konzentriert, der lernt, sich zu akzeptieren. Die Filmemacher waren nämlich der Meinung, dass Flash sich nie ändern müsse.

### Animation
Die Serie markiert das erste Mal, dass die Pixar-Animationssoftware Presto bei einem Projekt zum Einsatz kam, das nicht von Pixar stammt. Frank Hanner, Head of Character, aktualisierte die Charaktermodelle aus dem Originalfilm, um sie mit der Software kompatibel zu machen.
Der Produktionsdesigner Jim Finn arbeitete eng mit den Kameraleuten Joaquin Baldwin und Gina Warr Lawes zusammen, um den visuellen Stil für jede Episode zu entwickeln. Shannon Stein legte während des Schnittprozesses den unverwechselbaren Ton und das Genre jeder Episode fest.

### Musik
Fünf der Episoden wurden von Curtis Green und Mick Giacchino komponiert. Michael Giacchino, Mick Giacchinos Vater und Komponist des Films Zoomania, komponierte die Musik für „Pitzbühl das Musical“. Das für dieselbe Folge geschriebene Lied „Big Time“ wurde von Michael Giacchino komponiert und von Kate Anderson und Elyssa Samsel getextet.

## Auszeichnungen
| Auszeichnung                      | Jahr | Kategorie                                                                                 | Empfänger                    | Resultat  |
| --------------------------------- | ---- | ----------------------------------------------------------------------------------------- | ---------------------------- | --------- |
| Annie Awards                      | 2023 | Outstanding Achievement for Voice Acting in an Animated Television / Broadcast Production | Maurice LaMarche             | Gewonnen  |
| Children's and Family Emmy Awards | 2023 | Outstanding Children's or Young Teen Animated Series                                      | Zootopia+                    | Gewonnen  |
| Children's and Family Emmy Awards | 2023 | Outstanding Directing for an Animated Program                                             | Trent Correy, Josie Trinidad | Nominiert |
| Children's and Family Emmy Awards | 2023 | Outstanding Editing for an Animated Program                                               | Jeff Draheim, Shannon Stein  | Nominiert |
| NAACP Image Awards                | 2023 | Beste Kurzserie                                                                           | Zootopia+                    | Nominiert |
| NAACP Image Awards                | 2023 | Beste Animationsserie                                                                     | Zootopia+                    | Nominiert |